# Эльсгольц, Людвиг
Людвиг Эльсгольц (1805—1850) — немецкий художник-баталист.

## Биография
Эльсгольц родился в Берлине, столице Пруссии, учился сначала в Берлинской академии, а затем у выдающегося немецко-русского баталиста Франца Крюгера. Известность Эльсгольцу принесли масштабные полотна с батальными сценами: «Битва при Лейпциге», написанная в 1833 году и купленная прусским королём, и «Битва при Ватерлоо». 
На создание картины «Битва при Ватерлоо» художника, видимо, натолкнуло желание изобразить  бой французов с пруссаками на фланге сражения, у деревни Планшенуа. Людвиг Эльсгольц изобразил на картине, как свежие батальоны французской Старой гвардии генералов Морана и Пеле,  изображенные в высоких шапках со знаменем в центре картины, поддерживают обескровленные полки Молодой гвардии Шартрана и Ги под общим командованием Дюэма, изображенные слева, в рукопашном бою с наступающей прусской пехотой (изображена справа). Эту картину отличает высокий уровень как динамики, так и документализма, что в целом было характерно для наиболее удачных работ художника.  
Эльсгольц умер в Берлине в 1850. Кроме батальных, писал также жанровые сцены.

## Галерея

Некоторые работы
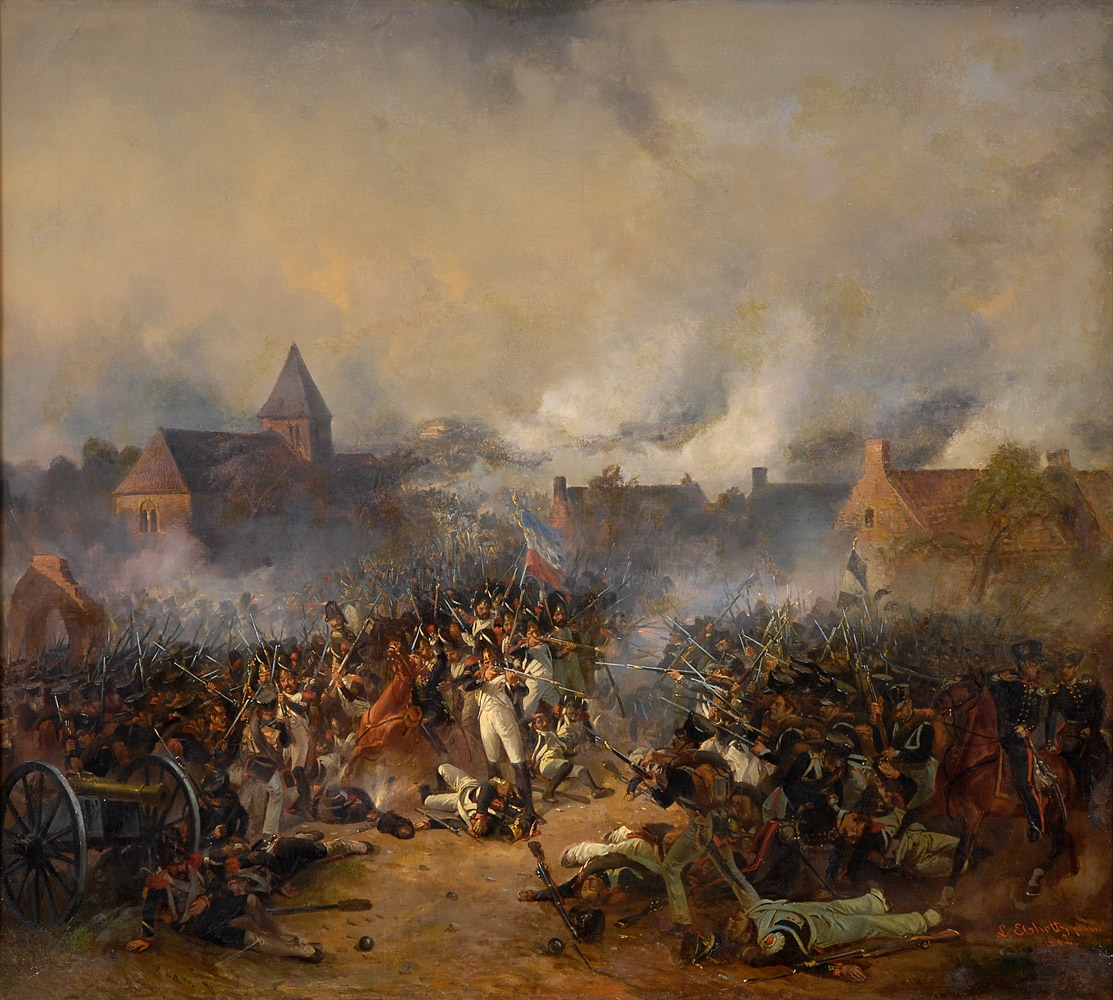
Битва при Ватерлоо.
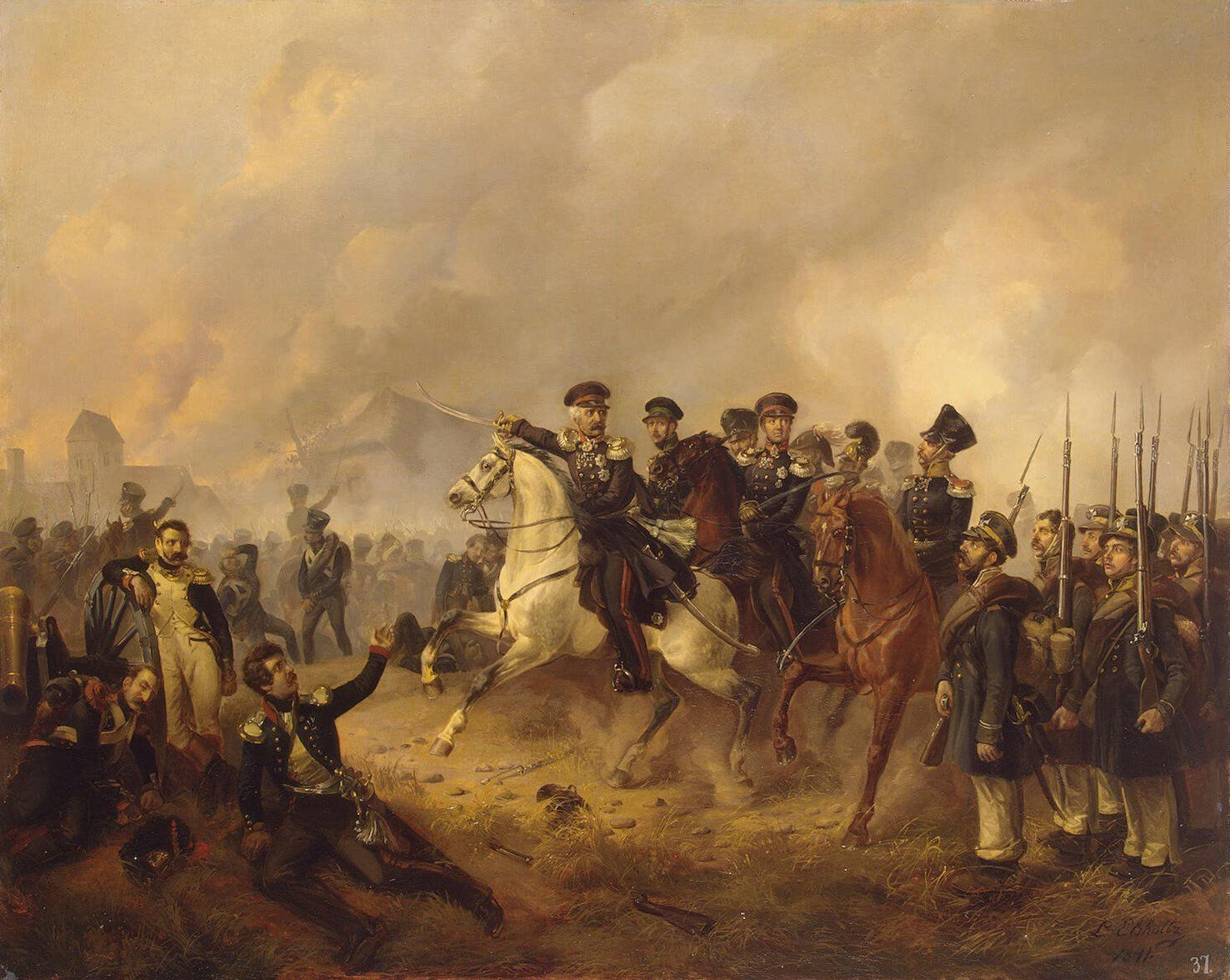
Фельдмаршал Блюхер на поле сражения.
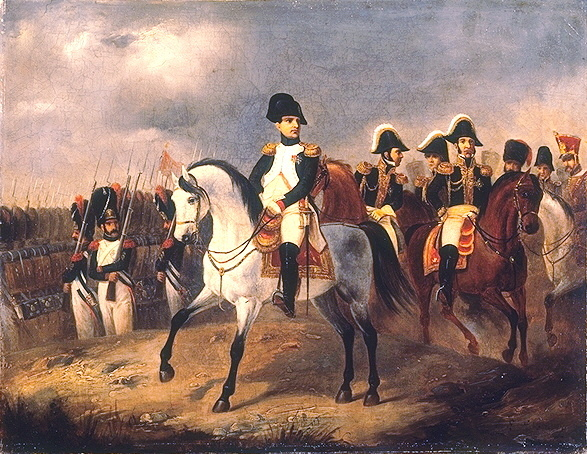
Наполеон со штабом.
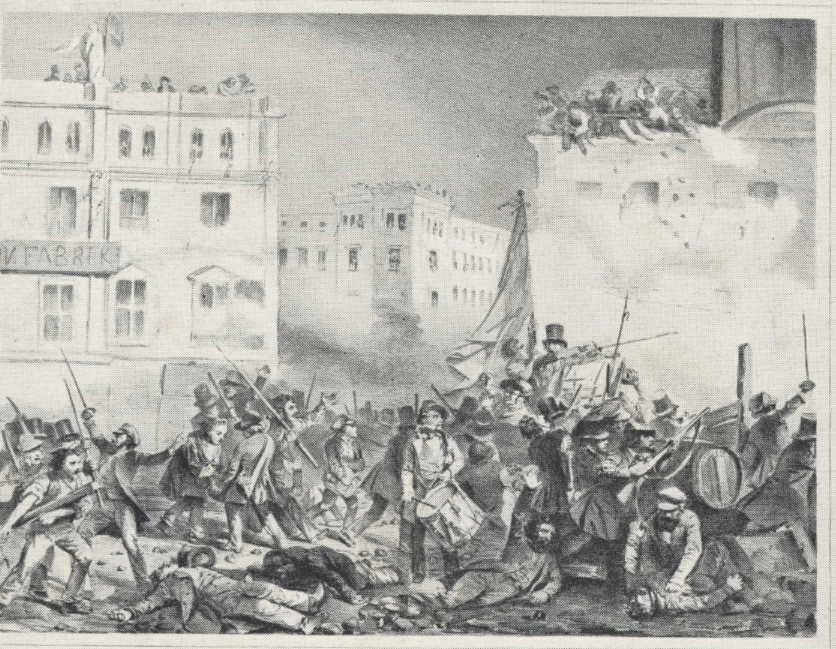
Революция 1848 года в Германии. Баррикады в Кёльне.
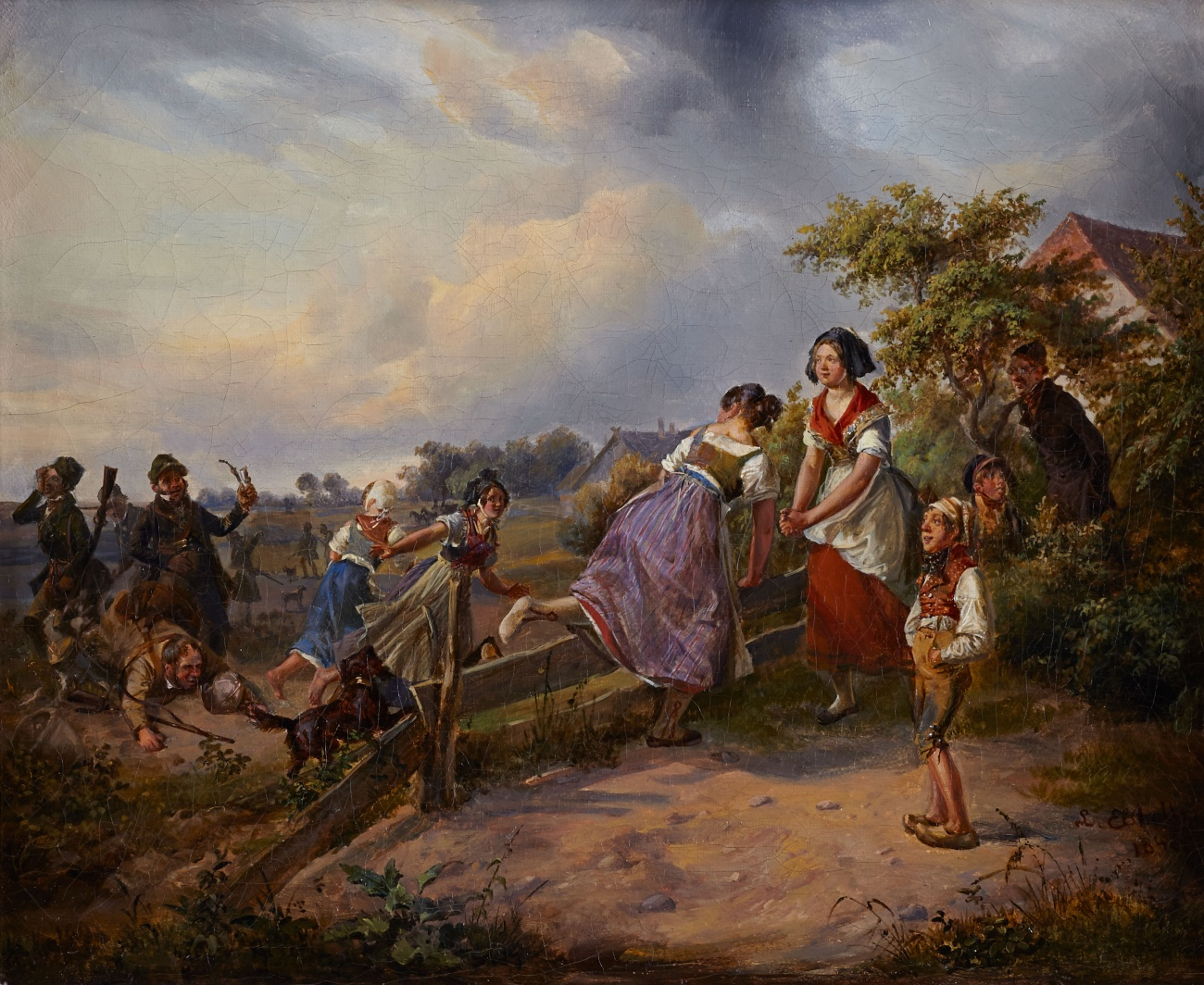
Удачная охота.